# Kessel (Goch)
Kessel ist ein Ortsteil der Stadt Goch im Kreis Kleve, Nordrhein-Westfalen. Das Dorf hat 2134 Einwohner. Beim Wettbewerb Unser Dorf hat Zukunft hat der Ort 2006 neben sieben weiteren Dörfern aus Nordrhein-Westfalen eine Goldmedaille gewonnen.

## Lage
Wie Goch liegt auch Kessel an der Niers. Neben dem eigentlichen Ort gehören die Teile Nergena und Grunewald dazu. Die westliche Grenze des Ortes ist gleichzeitig die Grenze zu den Niederlanden mit den Ortschaften Ottersum und Gennep. Im Nordwesten begrenzt der Reichswald den Ort.

## Geschichte

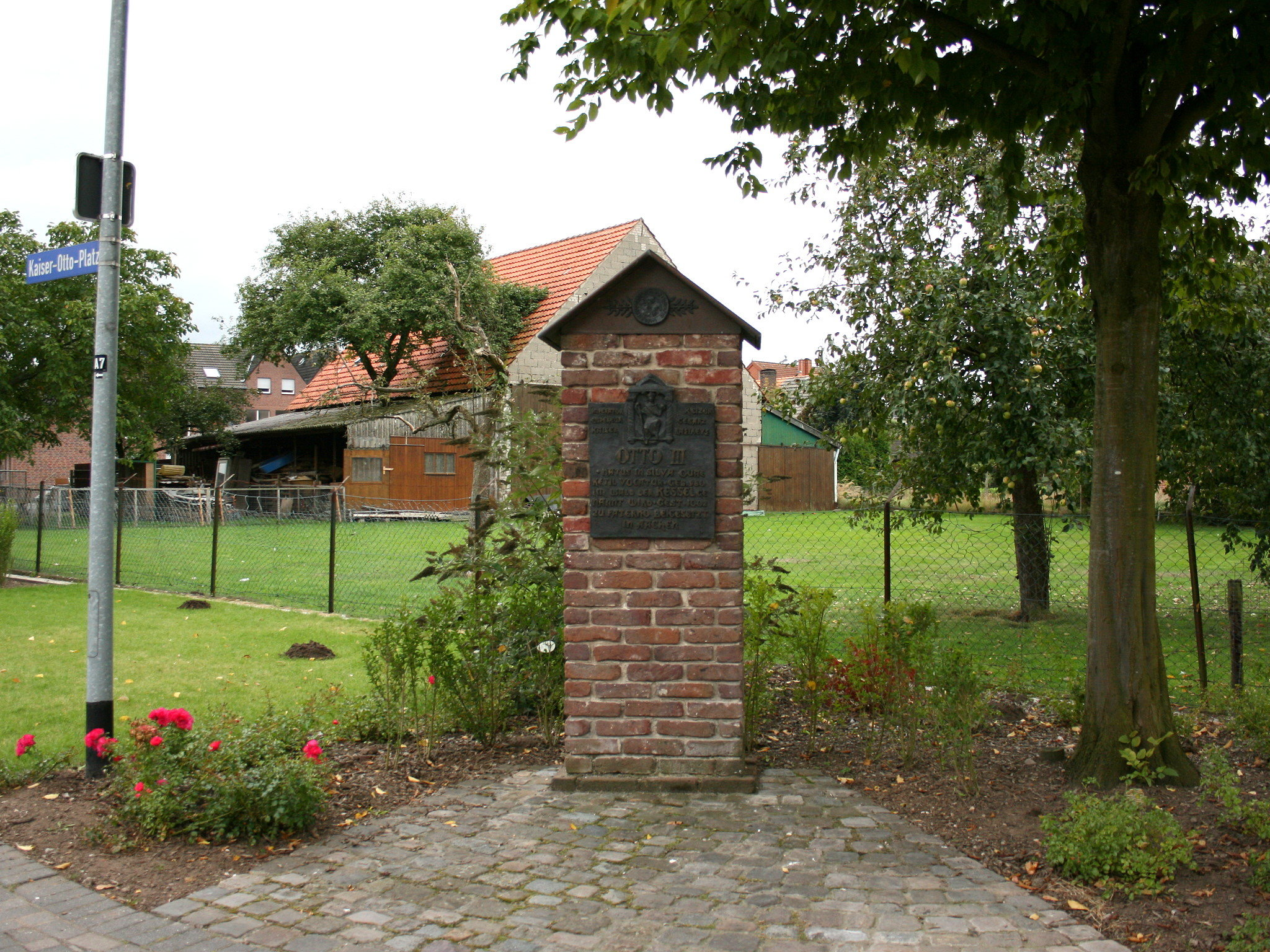
Denkmal für Kaiser Otto III

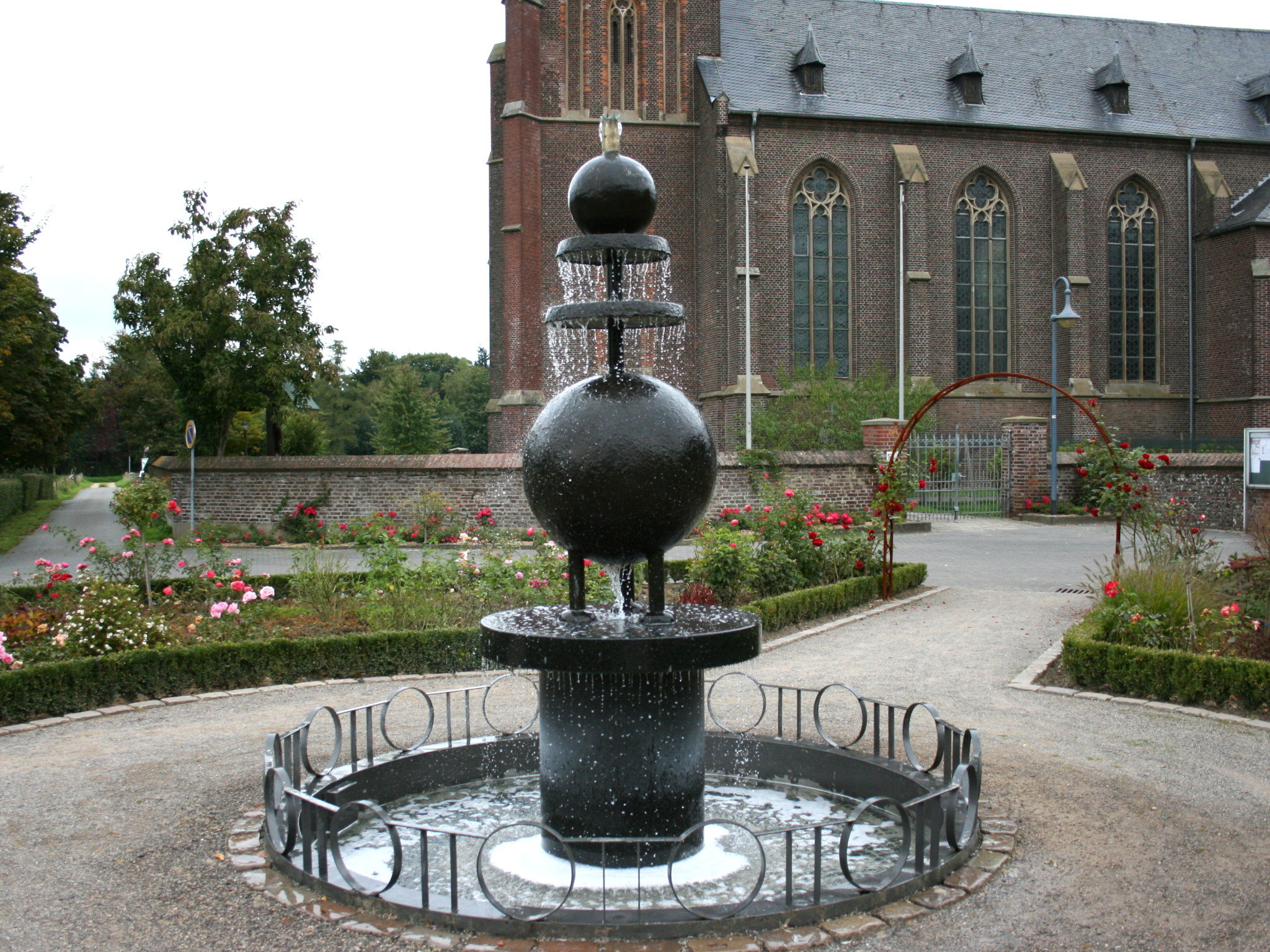
Kaiser-Otto-Brunnen

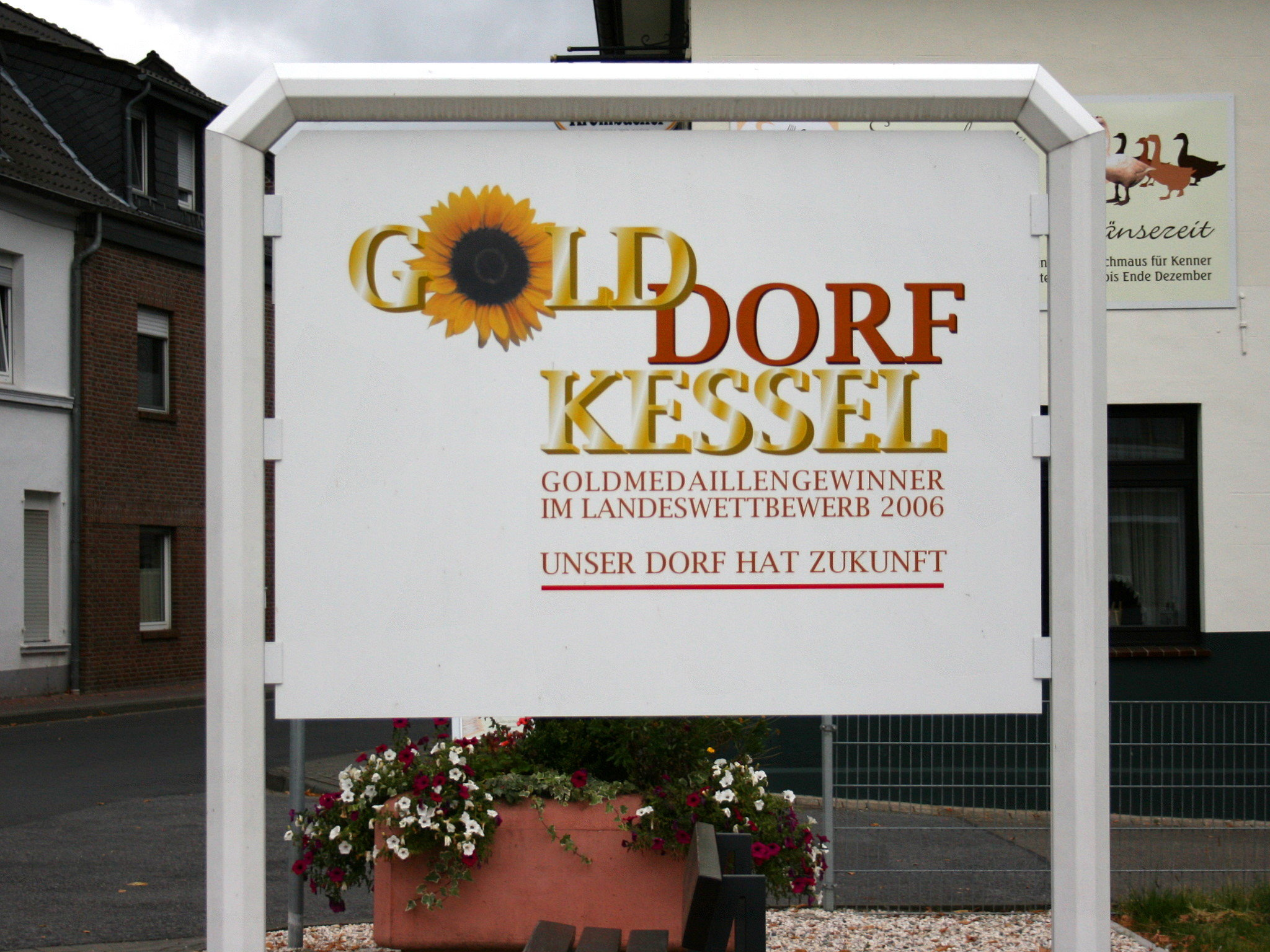
Kessel als „Golddorf“

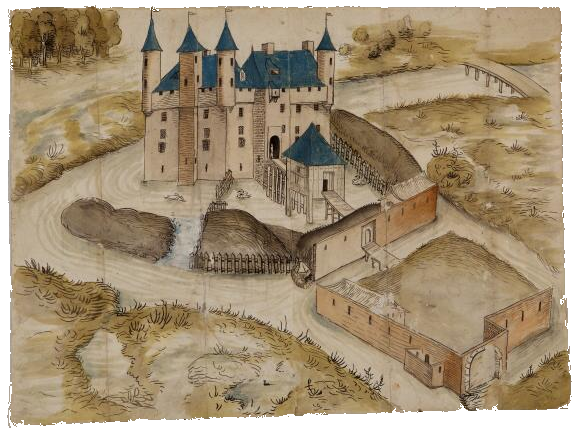
Haus Driesberg

Die Siedlungsgeschichte im Bereich des heutigen Ortes Kessel geht in die Vor- und Frühgeschichte zurück. In der zweiten Hälfte des 19. Jahrhunderts wurden, durch heutige Bodenfunde belegt, größere Waldflächen gerodet. In der Nähe der Viller Mühle sind Ende des 19. Jahrhunderts zahlreiche Scherben von Urnen gefunden worden nebst Resten einer germanischen Opfer- und Begräbnisstätte.
Gegen Ende des 4. Jahrhunderts, als die Römer den Niederrhein verlassen und die Franken sich dieses Landstriches bemächtigt hatten, entstanden viele neue Ansiedlungen, die teilweise Markgenossenschaften bildeten (wie z. B. Asperden, Kessel, Hassum und Hommersum). Höfe und Äcker waren das Privateigentum der freien Bauern, aber der Wald und der unbestellte Heideboden bildeten den Besitz der Gemeinschaft. Bestimmte Rechte hatten nur die Mitglieder einer Markgenossenschaft. Entsprechend der Anzahl ihrer Anteile durften die Bewohner Holz fällen, Rinden der Eichen schälen, Bucheckern für die Schweinemast sammeln oder auch ihr Vieh auf die Weide treiben.
Kessel beansprucht für sich, der Geburtsort Kaiser Ottos III. (980–1002) zu sein. Ob die Bezeichnung „in silva, quae Ketil vocatur“ aber tatsächlich auf Kessel oder schlicht auf den Klever Reichswald („Ketelwald“) zu beziehen ist, ist strittig. Am Wald lagen auch die Pfalz Nimwegen und die Bischofsburg Xanten. Die 1248 durch Graf Otto II von Geldern gegründete Zisterzienserabtei Graefenthal übernahm immer mehr Höfe, und damit gingen auch die dazugehörigen Marktgenossenschaftsanteile in ihren Besitz über. Auch der größte und wohl auch älteste Hof, das Gut Overbruch, ging in den Besitz der Abtei über. Das Dorf ist auf dem Besitz dieses Hofes entstanden und es wird angenommen, dass das Gut auf den alten Königshof Ketele zurückgeht. Der Name Overbruch soll durch die Abtei, wegen seiner Lage nahe der Niers vergeben worden sein.
Zusammen mit Asperden, Hassum und Hommersum hatte Kessel seit 1321 seine eigene Gerichtsbarkeit. Aus dieser schied
Kessel 1647, damals eine Herrlichkeit, aus und wurde dem Amtmann von Goch und Gennep, Freiherr von Neukirchen Nievenheim, unterstellt. Dieser hatte seinen Amtssitz auf Haus Driesberg. Haus Driesberg ist eine aus dem 14. Jahrhundert stammende Wasserburganlage. Davon sind heutzutage nur Reste der Grabenanlage zu erkennen und zwei Türme der alten Vorburg aus dem 17. Jahrhundert vorhanden.
In den verschiedenen Kriegen hatte Kessel sehr oft unter Belagerungen zu leiden. 1701 bis 1713 und 1756 bis 1763 war Kessel immer wieder von fremden Truppen besetzt. Mit dem Einzug der französischen Revolutionsarmee an den Niederrhein kam das ganze Land unter französische Verwaltung. Von der nach französischem Vorbild im Kanton Kranenburg gebildeten Mairie Ottersum wurden die Gemeinden Nergena, Grunewald, Ottersum und Grafwegen verwaltet. Als die Truppen 1816 abzogen und die Grenzen neu festgelegt wurden, kam Ottersum zu Holland. Aus dem in Preußen verbliebenen Teil der Mairie wurde die Bürgermeisterei Kessel gebildet, die von Grafwegen bis zum Asperberg reichte. Bei einer Zählung 1816 hatte die Bürgermeisterei 1053 Einwohner; 1832 waren es noch 980.
1936 wurde die Gemeinde Kessel in das Amt Asperden eingegliedert und große Teile des Reichswaldes sowie der Ortsteil Grafwegen wurden der Gemeinde Kranenburg angegliedert. Gleichzeitig wurde die Amtsverwaltung Asperden aufgelöst und nun von der Stadt Goch verwaltet.
Im nahegelegenen Reichswald und im Umfeld des heutigen Ortes Kessel, fand im Februar 1945 des Zweiten Weltkrieges die sogenannte Schlacht im Reichswald statt. Nach dieser Schlacht konnten die Alliierten anschließend bei Wesel einen Brückenkopf über den Rhein schlagen und somit das Ruhrgebiet einnehmen.
Am 28. Juni 1946 wurde die Amtsverwaltung Asperden, bestehend aus den Gemeinden Kessel, Asperden, Hassum und Hommersum mit Genehmigung der Militärregierung wieder von Goch selbstständig. Die auf dem Reichswaldgelände des Amtes entstandenen Siedlergemeinde Nierswalde wurde 1953 durch Regierungsverfügung dem Amt Asperden angegliedert. Das endgültige Aus für das Amt Asperden kam mit dem Neugliederungsgesetz vom 11. März 1969. Es wurde aufgelöst und die selbständigen Gemeinden, darunter auch Kessel, sind seit dem 1. Juli 1969 Ortsteile der Stadt Goch.

## Sehenswürdigkeiten

### St. Stephanus

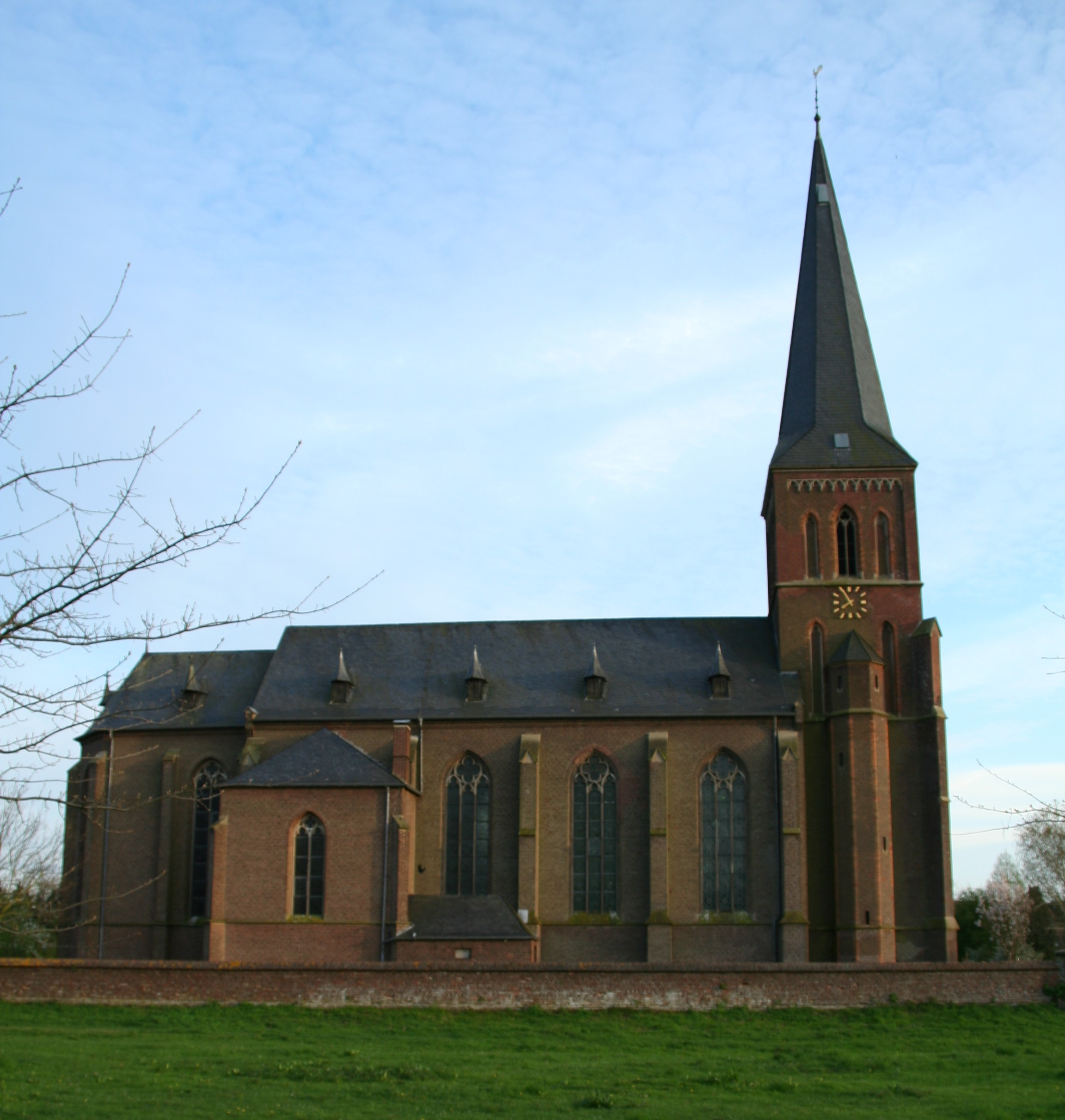
St. Stephanus-Kirche, Kessel

#### Die Kirche
Die Pfarrkirche St. Stephanus hat ihren Ursprung in einer Kapelle, die auf dem Reichshof „toe Overbrueck“ stand. Sie findet 1255 erstmals Erwähnung, als das Patronat der damaligen Kirche der Graefenthal übertragen wurde.
Im Jahre 1255 übertrug Graf Otto II. von Geldern das Patronat über die „ecclesia in Kessele“, dem neu gegründeten Kloster Graefenthal. In Urkunden aus den Jahren 1332 und 1380 wird die Kirche noch als Kapelle, im Jahre 1401 jedoch schon als Pfarrkirche bezeichnet.
Die Mutterkirche von Kessel war vermutlich Hommersum. Hierfür spricht, dass der Pfarrpatron von Hommersum der Apostel Petrus ist, Kessel als Filialkirche den Pfarrpatron St. Stephanus einen Diakon hat, wie Asperden (St. Vincentius) und Uedem (St. Laurentius).
Neben der Wahl des Schutzpatrons St. Stephanus weist auch die Verwendung eines den römischen Göttern Juno, Minerva und Herkules geweihten Altarsteins hin. Er wurde 1880 beim Abbruch des ehemaligen spätgotischen Chores im Hochaltar gefunden und befindet sich heute im Rheinischen Landesmuseum Bonn.
Nach dem Abriss der alten Kirche entstand an deren Stelle eine Kirche im neugotischen Stil. Interessant sind ihre Wand- und Deckenmalereien sowie der romanische Taufbrunnen aus dem 13. Jahrhundert. Somit ist die heutige Kirche der dritte Bau an dieser Stelle.

#### Geläut
Das Geläut von St. Stephanus besteht aus drei Glocken, von denen zwei sehr alt sind:
- Die älteste ist die St. Stephanus Glocke, sie stammt aus dem Jahr 1414. Die Glocke wiegt 560 kg und schlägt den Ton b. Als Inschrift trägt sie, aus dem Niederländischen übersetzt: St. Stephanus ist mein Name, mein Geläut soll Gott gefallen.
- Die zweitälteste Glocke ist die aus dem Jahre 1496 stammende Marienglocke, oder auch Mutter-Gottes Glocke. Sie ist 700 kg schwer und erzeugt den Ton g.
- Die dritte Glocke, Heinrich, wurde im Zweiten Weltkrieg beschlagnahmt und für den Bau von Kriegsgerät eingeschmolzen. Hierfür kam erst im Jahre 1977 als Ersatz die neue Heilig Geist Glocke mit einem Gewicht von 1400 kg. Sie ist damit die schwerste Glocke und konnte nur mit einem Bagger, einer Winde und der Kraft von vier Männern an ihren Platz gebracht werden.

#### Der Heilige

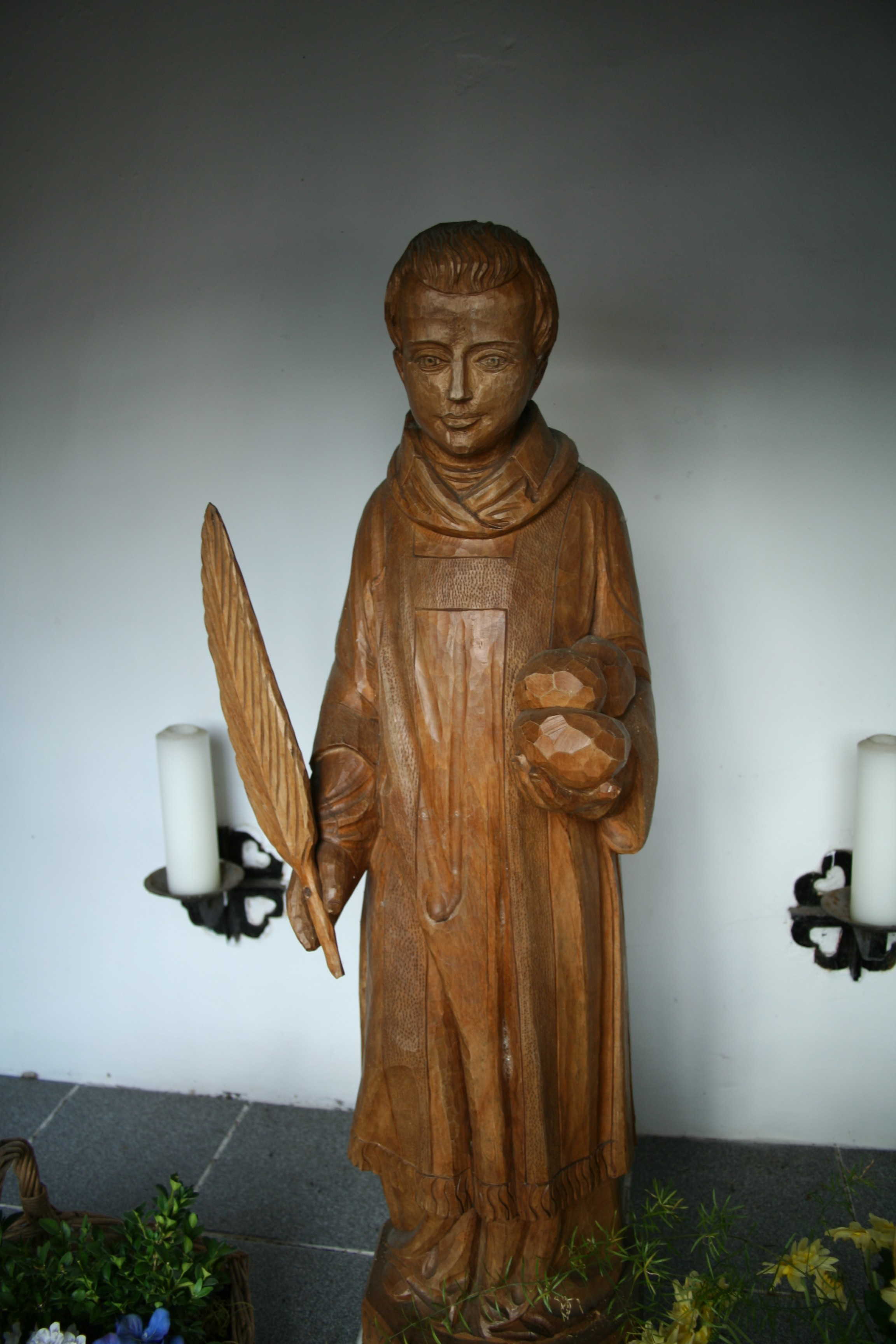
Hölzerne Heiligenfigur mit großer Feder

Stephanus war mit unter den ersten sieben Diakonen, der urchristlichen Gemeinde von Jerusalem, welche von den Aposteln geweiht wurden. Sie waren für die sozialen Belange der Gemeinden zuständig ebenso wie für die Verkündung des Glaubens. Ihre besondere Rolle wird in der Apostelgeschichte (6, 1–7) dargestellt. Stephanus gilt als bedeutender Prediger. Seine Predigten stießen bei den hellenistischen Juden Jerusalems auf Kritik und brachten ihn vor den Hohen Rat (Apostelgeschichte 6, 8–15). Während seiner Verteidigungsrede soll sein Haupt geleuchtet und der Hohe Rat sich die Ohren zugehalten haben. In der Rede legt er sein Bekenntnis zu Moses und den Propheten ab und erhebt schon vor Paulus den universellen Anspruch des Christentums (Apostelgeschichte 7, 2–53).
Das Urteil über Stephanus lautete auf Lästerung, und er wurde, so sagt es die Überlieferung, am Damaskus-Tor gesteinigt. Er soll kniend, im Gebet, seinen Widersachern vergeben haben. Saulus von Tarsus, der spätere Paulus von Tarsus (Apostelgeschichte 8, 1–3) soll nach eigenen Aussagen die Hinrichtung befürwortet und ihr beigewohnt haben. Mit der Steinigung des Stephanus begann die erste Christenverfolgung in Jerusalem.

### Haus Driesberg
Der Überlieferung nach geht es auf den römischen Feldherren Drusus zurück, davon leitet sich dann auch höchstwahrscheinlich der ursprüngliche Name Drusiburgum ab. Sicher ist aber, dass dieser Ort zu den ältesten Siedlungsplätzen in Kessel gehört.

## Entwicklung

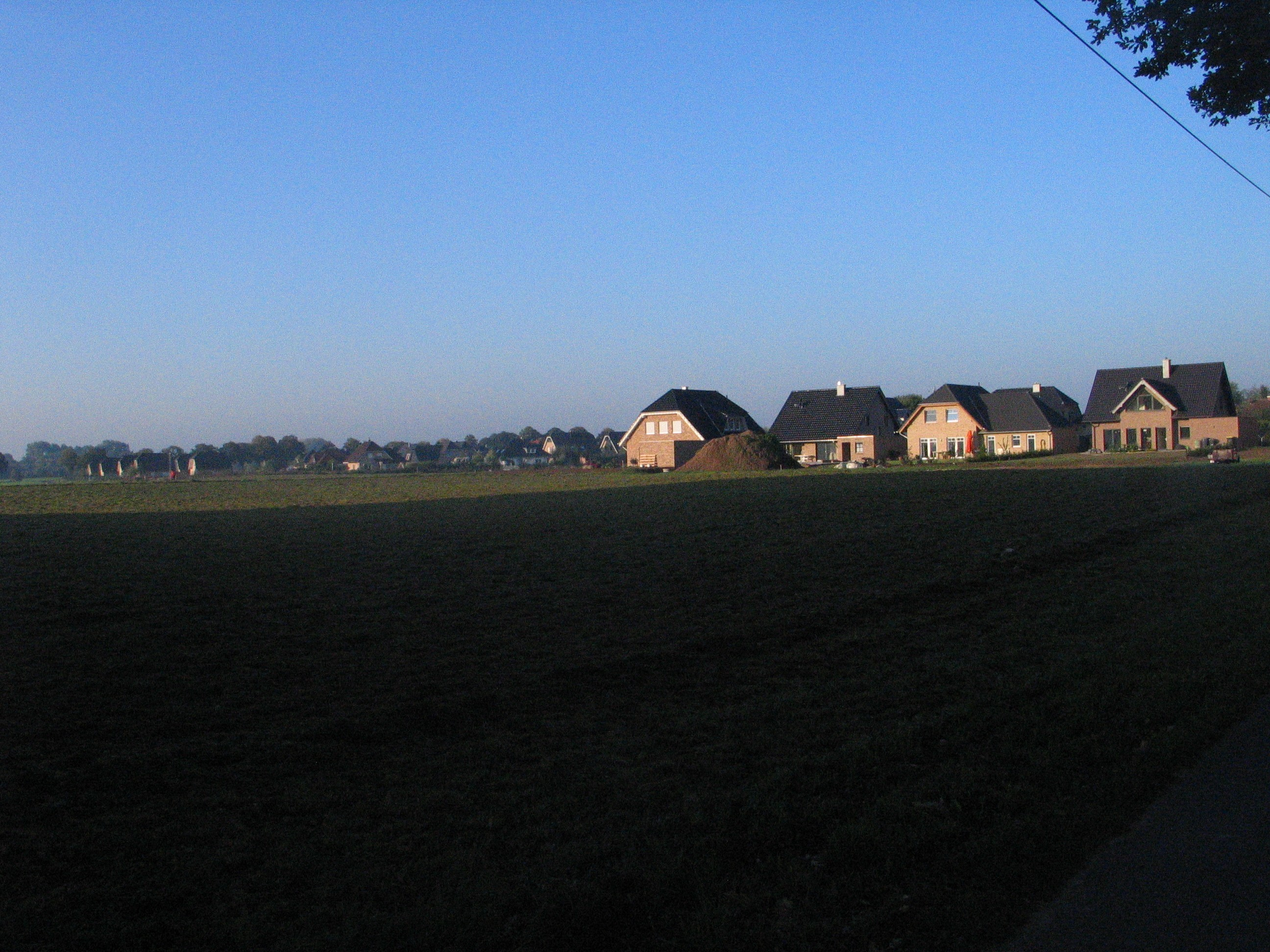
Neues Baugebiet, 2006

Seit den 1960er Jahren nennt sich das Dorf Spargeldorf. Seit dieser Zeit hat es sich einen guten Ruf unter Spargelliebhabern gemacht. Es gibt diverse Spargel-Bauern mit Hofladen, und die Gaststätten im Ort bieten örtlichen Spargel auf ihrer Karte.
In den 1970er Jahren verband ein neues Baugebiet die Ortsteile Kessel, Nergena und Grunewald. In den 1980er Jahren wurde besonders entlang des Klosterweges, Thomas-Morus-Weg, Hovscheweg und Mariental gebaut. Seit 2000 wird ein Baugebiet zwischen dem bisherigen Ort und dem neugebauten Schwimmbad „GochNess“ erschlossen, und auch das Ortsschild und somit die Ortsgrenze wurde verlegt. 2007 soll nun auch noch die restliche Freifläche bebaut werden, vermehrt auch mit Ferienhäusern.

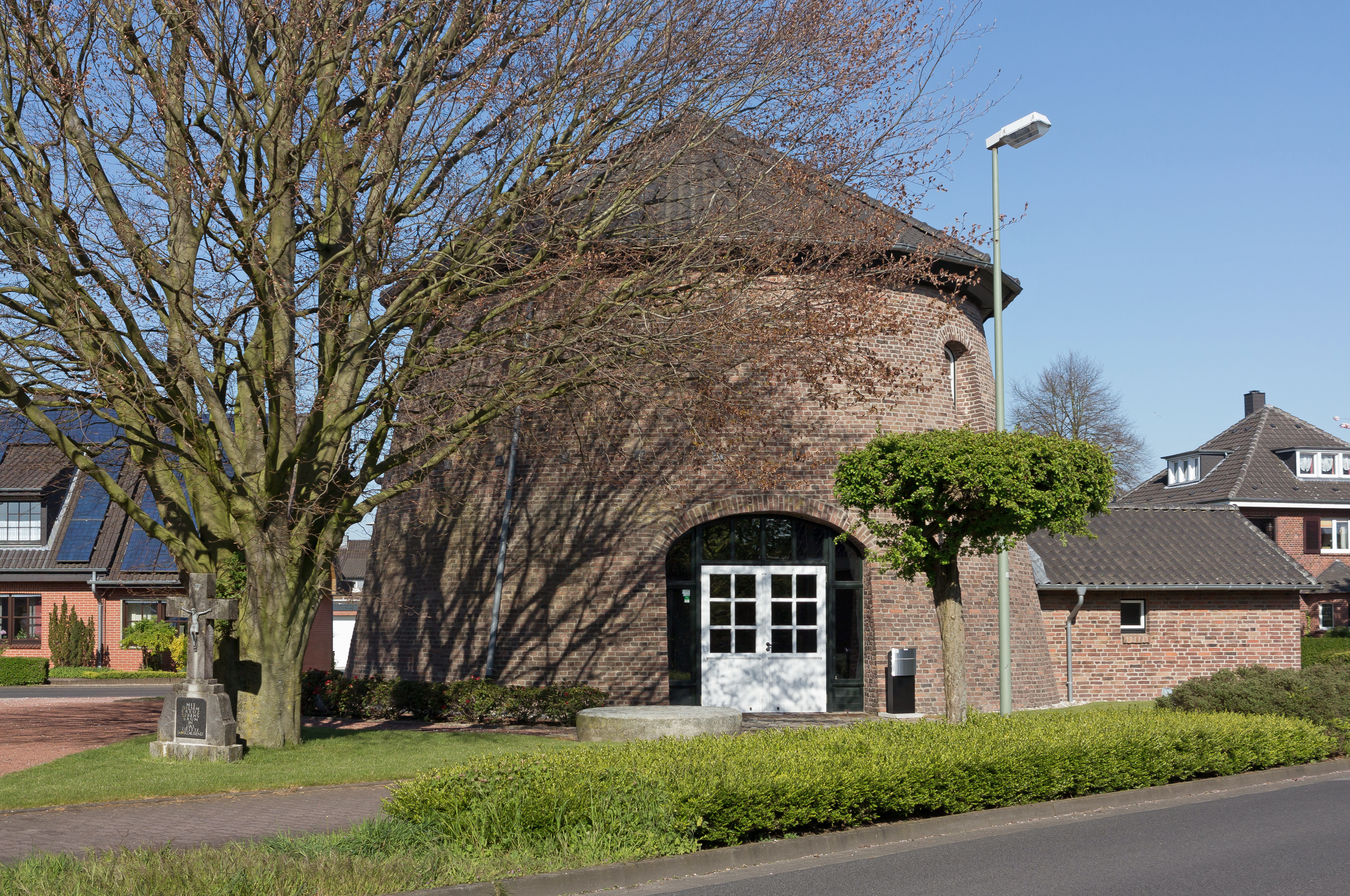
Mühlenstumpf in Kessel

## Tourismus
Schon in den 1970ern wurde hier Sand- und Kies gebaggert. Mittlerweile sind die meisten Gruben erschöpft und es wurde ein Renaturierungsplan erstellt. Neben dem Reichswald gehören diese zu den Naherholungsgebieten.
Zwischen der Niers und den ehemaligen Kiesgruben existiert ein Netz von Wanderwegen, das von Joggern und Nordic-Walkern, aber auch von Vogelfreunden genutzt wird. Der Niederrhein ist Durchzugsgebiet für Graugänse und Kraniche aber auch andere Vogelarten machen hier auf dem Weg in ihre Winterquartiere Rast.
Durch den Bau von Ferienhäusern (siehe Abschnitt Entwicklung) wird neben dem Hotelaufenthalt eine attraktive Alternative geschaffen.

## Aktivitäten
In Kessel gibt es einige Sport- und Freizeitvereine. Der größte Verein ist die Spielvereinigung Kessel, die Fußball, Basketball und Badminton betreibt. In Kessel steht auch das Freizeitbad Goch Ness mit einem Hallenbad, einer Sauna und einem Baggersee, der jedes Jahr von Juni bis September geöffnet hat. Außerdem findet man auf dem Gelände des „Haus am See“ einen Minigolfplatz.